# John Francis Gathorne-Hardy
Sir John Francis Gathorne-Hardy (14 gennaio 1874 – 21 agosto 1949) è stato un generale inglese.

## Biografia
Era il figlio di John Gathorne-Hardy, II conte di Cranbrook, e di sua moglie, Cicely Marguerite Wilhelmina Ridgway. Frequentò l'Eton e il Royal Military College di Sandhurst.

## Carriera
Si è unito al British Army come ufficiale delle Grenadier Guards nel 1894, ed è stato promosso a tenente il 1 gennaio 1898. Nei primi mesi del 1900 prestò servizio nella Seconda guerra boera in Sudafrica, dove si è occupato del trasporto dell'esercito. È stato promosso al capitano il 2 maggio 1900 e in seguito a maggiore.
È stato un maggiore generale nella prima guerra mondiale, servendo in Italia e sul Fronte occidentale. Dopo incarichi come generale in Egitto e in India, è stato comandante in capo del Comando del Nord (1931-1933) e dell'Aldershot Command (1933-1937).
Ha ricoperto la carica di aiutante di campo di Giorgio V (1934-1936), di Edoardo VIII, nel 1936, e di Giorgio VI (1936-1937).

## Matrimonio
Sposò, il 10 dicembre 1898, Lady Isobel Constance Mary Stanley (2 settembre 1875-30 dicembre 1963), figlia di Frederick Stanley, XVI conte di Derby. Ebbero una figlia:
- Elizabeth Mary Constance Gathorne-Hardy (23 agosto 1904-3 marzo 1953), sposò Godfrey Hobbs, non ebbero figli.